# 元庆智
元庆智（？—？），河南郡洛阳县（今河南省洛阳市东）人，魏道武帝拓跋珪后裔，平东将军、光禄大夫元法寿之子，北魏宗室、官员。

## 生平
元庆智容貌美好，有处理公文的才能，历任著作佐郎、司徒中兵参军、太尉主簿。但是元庆智个性贪婪卑鄙，事情无论大小，给他财物然后就办的成，有人给十几文钱，有人给二十文钱，元庆智得到之后收下，太尉府中称他是“十钱主簿”。

## 家庭

### 兄弟
- 元庆始，北魏大司农丞，在河阴之变中遇害，赠予前将军、广州刺史
- 元庆遵，东魏瀛洲骑府司马